# آلفردو کاپلی
آلفردو کاپلی (انگلیسی: Alfredo Capelli؛ ۵ اوت ۱۸۵۵ – ۲۸ ژانویهٔ ۱۹۱۰) ریاضی‌دان اهل ایتالیا بود.